# Cockpitvoicerecorder

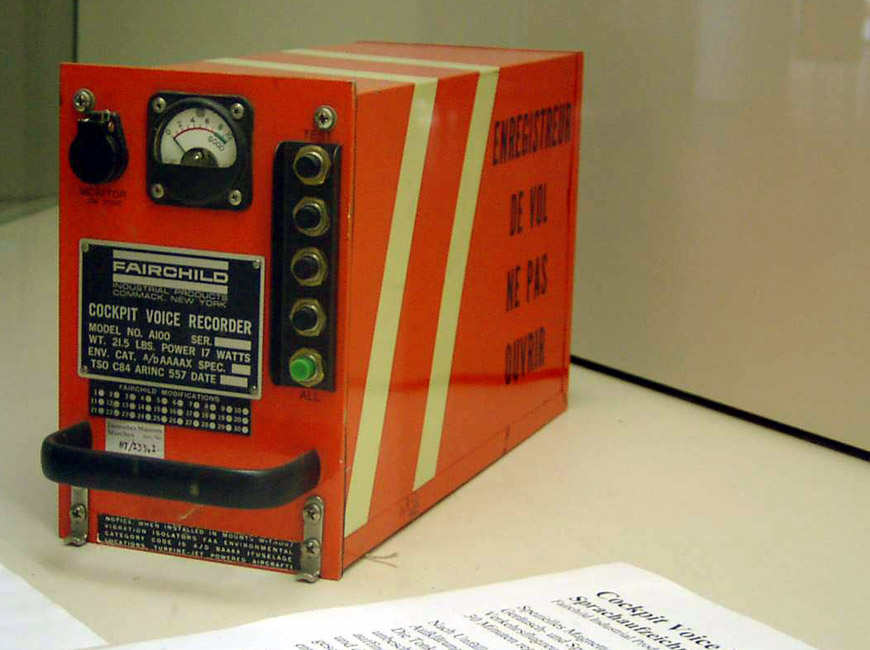
Cockpitvoicerecorder

De cockpitvoicerecorder (CVR) registreert de geluiden in de cockpit en op afzonderlijke kanalen de stemgeluiden van de bemanningsleden van het vliegtuig. Het is een van de twee zogenaamde zwarte dozen in een vliegtuig (meestal zijn ze oranje van kleur). De andere is de flightdatarecorder, die de gegevens van de instrumenten vastlegt.

## Functie van de CVR
Bij een ongeluk met een vliegtuig kan soms mede aan de hand van deze geluidsopnamen worden nagegaan wat de oorzaak van het ongeluk is. Behalve het vinden van de oorzaak is het voorkomen van het probleem in de toekomst een belangrijke reden voor het installeren van een dergelijk apparaat.
De CVR neemt niet alle geluiden tijdens een vlucht op, maar beperkt zich (afhankelijk van het type) tot de laatste 30 tot 120 minuten van de vlucht.
De CVR neemt – door middel van een 'area microfoon' – geluiden in de cockpit op (zoals alarmsignalen en onderlinge communicatie). Ook de volledige communicatie met de luchtverkeersleiding wordt opgenomen.
Met het openen van de CVR wordt heel zorgvuldig omgegaan. Vaak blijkt de CVR bij een ongeluk in meer of mindere mate beschadigd te zijn en kan de inhoud alleen worden 'gelezen' door een gespecialiseerd bedrijf. De inhoud en de timing van de opname worden op een afschrift gezet, zodat nader onderzoek naar de oorzaak van het ongeluk en de eventuele schuldvraag kan worden bestudeerd door de bevoegde instanties.

## Voorzieningen in de CVR
Het is heel belangrijk om de cockpitvoicerecorder na een crash terug te vinden. Om dat te vergemakkelijken heeft men enkele voorzieningen aangebracht.
De recorder is opvallend oranje van kleur en draagt een duidelijk opschrift. Verder bevat de CVR een underwater locater beacon (ULB) voor het geval dat de crash in het water plaatsvindt. De ULB, ook wel underwater acoustic beacon genoemd, is een apparaat dat het terugvinden van de cockpitvoicerecorder en de flightdatarecorder mogelijk maakt. De ULB wordt geactiveerd door aanraking met water. De meeste ULB's geven ongeveer één keer per seconde een ultrasone puls met een lengte van ongeveer 10 ms en een frequentie van 37,5 kHz (± 1 kHz).
Om te voorkomen dat de CVR bij een crash onherstelbaar beschadigd raakt, is deze zo ontworpen dat hij zeer grote g-krachten kan doorstaan. Verder is de CVR gemonteerd in de staart van het vliegtuig. Aangezien de gehele romp van het vliegtuig als kreukelzone dient, zijn op deze plaats in het vliegtuig, in de meeste gevallen, de krachten die tijdens een crash optreden het kleinst.